# فوزي الشكيلي
فوزي الشكيلي (بالفرنسية: Fawzi Chekili)‏ (من مواليد قليبية في 27 مايو 1950) هو عازف جاز وملحن تونسي. يختص الشكيلي أساسا في العزف على القيتار كما يجيد العزف على البيانو والعود. شارك في العديد من المهرجانات التونسية والعالمية من أبرزها مهرجان قرطاج الدولي، مهرجان طبرقة للجاز، مهرجان المدينة، مهرجان حمامات الدولي ومهرجان شيكاغو الدولي. قام سنة 1992إحياء عدة حفلات في تونس صحبة عازف الترومبون الأمريكي غلين فاريس. فاز عام 2005 بجائزة ماسيمو أرباني خلال مهرجان موزكمدو لموسيقى الجاز والبلوز. للشكيلي رصيد هام من الأعمال أصدرت في عدد الألبومات من أبرزها ألبومات تقاسيم (1994)، أنفاس (2000)، آش يهم (2005).

## وصلات خارجية
- فوزي الشكيلي على ماي سبايس ميوزيك